# Billboardlistans förstaplaceringar 1972
Billboardlistans förstaplaceringar 1972

## Lista
| Datum        | Låt                                   | Artist              |
| 1 januari    | "Brand New Key"                       | Melanie             |
| 8 januari    | "Brand New Key"                       | Melanie             |
| 15 januari   | "American Pie"                        | Don McLean          |
| 22 januari   | "American Pie"                        | Don McLean          |
| 29 januari   | "American Pie"                        | Don McLean          |
| 5 februari   | "American Pie"                        | Don McLean          |
| 12 februari  | "Let's Stay Together"                 | Al Green            |
| 19 februari  | "Without You"                         | Nilsson             |
| 26 februari  | "Without You"                         | Nilsson             |
| 4 mars       | "Without You"                         | Nilsson             |
| 11 mars      | "Without You"                         | Nilsson             |
| 18 mars      | "Heart of Gold"                       | Neil Young          |
| 25 mars      | "A Horse With No Name"                | America             |
| 1 april      | "A Horse With No Name"                | America             |
| 8 april      | "A Horse With No Name"                | America             |
| 15 april     | "The First Time Ever I Saw Your Face" | Roberta Flack       |
| 22 april     | "The First Time Ever I Saw Your Face" | Roberta Flack       |
| 29 april     | "The First Time Ever I Saw Your Face" | Roberta Flack       |
| 6 maj        | "The First Time Ever I Saw Your Face" | Roberta Flack       |
| 13 maj       | "The First Time Ever I Saw Your Face" | Roberta Flack       |
| 20 maj       | "The First Time Ever I Saw Your Face" | Roberta Flack       |
| May 27       | "Oh Girl"                             | The Chi-Lites       |
| 3 juni       | "I'll Take You There"                 | The Staple Singers  |
| 10 juni      | "The Candy Man"                       | Sammy Davis, Jr.    |
| 17 juni      | "The Candy Man"                       | Sammy Davis, Jr.    |
| 24 juni      | "The Candy Man"                       | Sammy Davis, Jr.    |
| 1 juli       | "Song Sung Blue"                      | Neil Diamond        |
| 8 juli       | "Lean on Me"                          | Bill Withers        |
| 15 juli      | "Lean on Me"                          | Bill Withers        |
| 22 juli      | "Lean on Me"                          | Bill Withers        |
| 29 juli      | "Alone Again (Naturally)"             | Gilbert O'Sullivan  |
| 5 augusti    | "Alone Again (Naturally)"             | Gilbert O' Sullivan |
| 12 augusti   | "Alone Again (Naturally)"             | Gilbert O' Sullivan |
| 19 augusti   | "Alone Again (Naturally)"             | Gilbert O' Sullivan |
| 26 augusti   | "Brandy (You're a Fine Girl)"         | Looking Glass       |
| 2 september  | "Alone Again (Naturally)"             | Gilbert O'Sullivan  |
| 9 september  | "Alone Again (Naturally)"             | Gilbert O'Sullivan  |
| 16 september | "Black and White"                     | Three Dog Night     |
| 23 september | "Baby, Don't Get Hooked on Me"        | Mac Davis           |
| 30 september | "Baby, Don't Get Hooked on Me"        | Mac Davis           |
| 7 oktober    | "Baby, Don't Get Hooked on Me"        | Mac Davis           |
| 14 oktober   | "Ben"                                 | Michael Jackson     |
| 21 oktober   | "My Ding-a-Ling"                      | Chuck Berry         |
| 28 oktober   | "My Ding-a-Ling"                      | Chuck Berry         |
| 4 november   | "I Can See Clearly Now"               | Johnny Nash         |
| 11 november  | "I Can See Clearly Now"               | Johnny Nash         |
| 18 november  | "I Can See Clearly Now"               | Johnny Nash         |
| 25 november  | "I Can See Clearly Now"               | Johnny Nash         |
| 2 december   | "Papa Was a Rollin' Stone"            | The Temptations     |
| 9 december   | "I Am Woman"                          | Helen Reddy         |
| 16 december  | "Me and Mrs. Jones"                   | Billy Paul          |
| 23 december  | "Me and Mrs. Jones"                   | Billy Paul          |
| 30 december  | "Me and Mrs. Jones"                   | Billy Paul          |